# جيمس وود جونسون
جيمس وود جونسون (بالإنجليزية: James Wood Johnson)‏ هو شخصية أعمال أمريكي، ولد في 1856، وتوفي في 1932.